# 救亡日报社旧址
救亡日报社旧址位于中国广西壮族自治区桂林市秀峰区太平路8号，是民国28年1月初至民国30年2月28日该报停刊期间《救亡日报》报社在桂林的办事处。
民国28年1月《救亡日报》在桂林复刊，接受八路军桂林办事处负责人李克农领导。该报社旧址总面积为337.42平方米，分前后两部分组成，前面为一幢木质的两层楼房，面积为192平方米；后面为一幢砖木结构的两层楼房，面积为129平方米。1984年公布为桂林市文物保护单位。
2011年4月，桂林市文物管理部门按“不改变文物原状”的原则，以全部拆除屋面梁架再重新组装的方法修缮该建筑。是为1984年之后的第一次维修。